# Sergio Chianella
Sergio Chianella (Terni, 12 marzo 1968) è un velocista ed ex bobbista italiano.

## Biografia
Velocista del G.S. Fiamme Gialle, vinse la medaglia di bronzo nei 100 m ai Campionati italiani juniores di atletica leggera 1987 e la medaglia d'argento nella staffetta 4×100 m ai Campionati italiani assoluti di atletica leggera 1988.
Selezionato per la Nazionale di bob dell'Italia, partecipò alle Olimpiadi invernali di Nagano 1998, dove giunse al 20º posto con il bob a quattro.
Ai Campionati italiani di bob vinse sette medaglie con il bob a quattro: oro nel 1995, 1996, 2000, 2002 e 2003 e argento nel 1997 e 2001.